# 松塚村 (新潟県)
松塚村（まつつかむら）は、かつて新潟県北蒲原郡にあった村。

## 沿革
- 1889年（明治22年）4月1日 - 町村制施行に伴い北蒲原郡村松浜、藤塚浜村が合併し、松塚村が発足。村役場は大字藤塚浜に設置[2]。
- 1955年（昭和30年）3月31日 - 村域を二分割し、大字藤塚浜は北蒲原郡紫雲寺村と合併し、町制施行し紫雲寺町となる。大字村松浜は北蒲原郡築地村に編入され消滅。

## 学校

### 小学校
- 松塚村立松塚小学校
- 松塚村立村松小学校

### 中学校
- 松塚村立松塚中学校